# Pegylis ugandensis
Pegylis ugandensis är en skalbaggsart som beskrevs av Marc Lacroix 2008. Pegylis ugandensis ingår i släktet Pegylis och familjen Melolonthidae. Inga underarter finns listade i Catalogue of Life.